# Pneumocystidomycetes
Pneumocystidomycetes O.E. Erikss. & Winka – klasa grzybów z gromady workowców (Ascomycota).

## Systematyka
Według aktualizowanej klasyfikacji Index Fungorum klasa Pneumocystidomycetes to takson monotypowy:
- podklasa Pneumocystidomycetidae
  - rząd Pneumocystidales O.E. Eriksson
    - rodzina Pneumocystidaceae O.E. Eriksson 
      - rodzaj Pneumocystis P. Delanoë & Delanoë